# Кройдон (город)
Кройдон (англ. Croydon) ― крупный район на юге Лондона, Англия, в честь которого был назван также лондонский боро Кройдон. По состоянию на 2011 год население всего района составляло 192 064 человека. Он находится в 15,1 км к югу от Чаринг-Кросс.
Первоначально район был частью Уоллингтонской сотни в историческом графстве Суррей. Во время Нормандского завоевания Англии в Кройдоне находились церковь и мельница. В нем проживало около 365 жителей, как записано в Книге Страшного суда 1086 года. В средние века Кройдон расширился как торговый город и центр производства древесного угля, дубления кожи и пивоварения. Железная рельсовая дорога Сюррея от Кройдона до Уондсуэрта открылась в 1803 году и стала первой в мире железной дорогой общего пользования. К началу 20-го века Кройдон был важным промышленным районом, известным производством автомобилей, металлообработкой и аэропортом. В середине 20-го века эти секторы были заменены розничной торговлей и экономикой услуг, что было вызвано масштабной реконструкцией, в результате которой появились офисные здания и центр Уитгифт. Кройдон был объединен с Большим Лондоном в 1965 году.
Кройдон находится между центром Лондона и южным побережьем Англии, к северу от двух высоких разрывов в Норт-Даунс, один из которых проходит по Брайтон-роуд A23 и главной железнодорожной линии через Перли и Мерстем, а другой по A22 от Перли до развязки M25 Godstone. Восточный Кройдон является крупным узлом национальной системы железнодорожного транспорта, откуда часто отправляются быстрые поезда в центр Лондона, Брайтон и на южное побережье. Город также находится в центре единственной трамвайной системы на юге Англии.

## Знаменитые уроженцы
- Том Холланд
- Артур Конан Дойл
- Генри Хэвлок Эллис
- Дэвид Лин
- Кейт Мосс
- Кэти Мелуа
- Уильям Гао